# Douglas Murray (författare)
Douglas Kear Murray, född 16 juli 1979 i London, är en brittisk författare, journalist och politisk kommentator ideologiskt hemmahörande i neokonservatismen samt i kristen ateism.

## Arbetsliv
Som skribent har Murray blivit publicerad i bland annat Standpoint, The Wall Street Journal och The Spectator.
I maj 2017 utkom Murray med boken The Strange Death of Europe: Immigration, Identity, Islam på förlaget Bloomsbury Publishing. I boken driver han tesen att den europeiska civilisationen, så som vi känner den idag, inte kommer att överleva. Anledningen till detta är enligt Murray den stora massinvandringen till Europa från andra kontinenter kombinerat med negativa födelsetal hos de inhemska europeiska befolkningarna, samt även det faktum att Europa samtidigt förlorat tron på sina egna värderingar och traditioner samt på sin egen legitimitet.